# Imposto sobre riqueza
Imposto sobre riqueza (em inglês: wealth tax; em francês: impôt sur la fortune) são tributos sobre o patrimônio. Cada país pode adotar sua estratégia de tributação para evitar grandes concentrações de renda e riqueza. Espanha, Noruega e Suíça são países que adotam tributos para "grandes fortunas". Por outro lado, outros países aplicam a tributação progressiva do patrimônio (property tax), renda (income tax) e, principalmente, transmissões gratuitas (inheritance tax ou estate tax), sendo que esta última forma de tributação possui alíquotas máximas girando em torno de 50% (cinquenta por cento) e isenções substanciais. No Japão, alíquotas de 55% e isenção para patrimônios de até trinta milhões de ienes.
Impostos sobre riqueza foram suprimidos nos seguintes países: Japão (1950), Itália (1992), Áustria (1994), Irlanda (1997), Dinamarca (1997) Alemanha (1997), Luxemburgo (2006), Finlândia (2006) Suécia (2007), Grécia (2009).

## Brasil
No Brasil, a Constituição brasileira de 1988, no artigo 153, inciso VII, prevê a existência do Imposto sobre Grandes Fortunas (IGF), contudo ainda não regulamentado.
No Brasil, a alíquota máxima do imposto sobre a renda pessoa física é de 27,5% e dividendos são isentos. Especula-se que para a maioria dos indivíduos presentes no quartil superior de uma distribuição estatística de patamares de renda auferida, esta provenha mais da fonte distribuição de lucros do que da fonte trabalho assalariado.

## França
A França tem sido tratada como paradigma na imposição de um imposto sobre fortunas.
O impôt de solidarité sur la fortune incide anualmente sobre patrimônios de pessoas físicas superiores a um milhão e trezentos mil euros e as alíquotas variam de 0,55% a 1,5% (para patrimônios superiores a dez milhões de euros).
Thomas Piketty tem se tornado um porta-voz dos defensores do impôt sur la fortune francês e defende sua imposição global, o que dependeria de uma coordenação entre jurisdições com os mais diversos valores políticos, morais, culturais e econômicos.

## Estados Unidos e Reino Unido
Os Estados Unidos e o Reino Unido não tributam grandes fortunas durante a vida do contribuinte. Contudo, Estados Unidos e Reino Unido diferenciam-se do Brasil quanto ao imposto sobre renda e o imposto sobre transmissões gratuitas.
O imposto de renda (em inglês: income tax) norte-americano tem alíquotas que partem de 10% e vão até 39,6%. Já certas distribuição de lucros qualificadas são tributadas com alíquotas distintas, mas também progressivas (15% e 20%).
No Reino Unido, o income tax possui três alíquotas (20%, 40% e 45%). Assim como nos EUA, no Reino Unido os dividendos são tributados com alíquotas distintas, mas também progressivas (10%, 32,5% e 37,5%).

### Inheritance taxouEstate Tax
As transmissões gratuitas decorrentes de falecimento são progressivamente tributadas pelo estate tax nos Estados Unidos e pelo inheritance tax no Reino Unido.
Nos Estados Unidos, alíquota máxima do estate tax é de 40% (quarenta por cento) e somente patrimônios acima de aproximadamente cinco milhões de dólares são tributados, o que implica pequeno número de pessoas tributadas (apenas adquirentes de grandes riquezas).
No Reino Unido, a alíquota do inheritance tax é, em regra, de 40% (quarenta por cento) e há isenção para patrimônios de até trezentos e vinte e cinco mil libras, o que implica pequeno número de pessoas tributadas (apenas adquirentes de grandes riquezas).
Em ambos, há isenção para doações realizadas a fundações de filantropia (incluindo educação), o que reduz a arrecadação governamental, mas incentiva a transferência de riqueza para o terceiro setor, que assim implementa no lugar do Estado (sentido lato) ações semelhantes às políticas públicas de incentivo acima citadas.
No Brasil, a alíquota média praticada pelos Estados no imposto de transmissão causa mortis e doação (ITCMD) é de 4% (quatro por cento), com isenções em valores muito inferiores aos praticados nos Estados Unidos e Reino Unido, o que implica um grande número de pessoas tributadas no Brasil.